# Frits Uldall

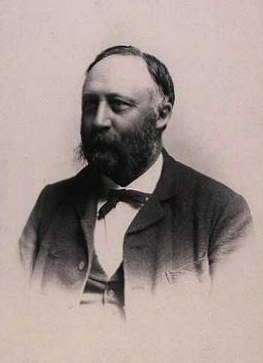
Frits Uldall

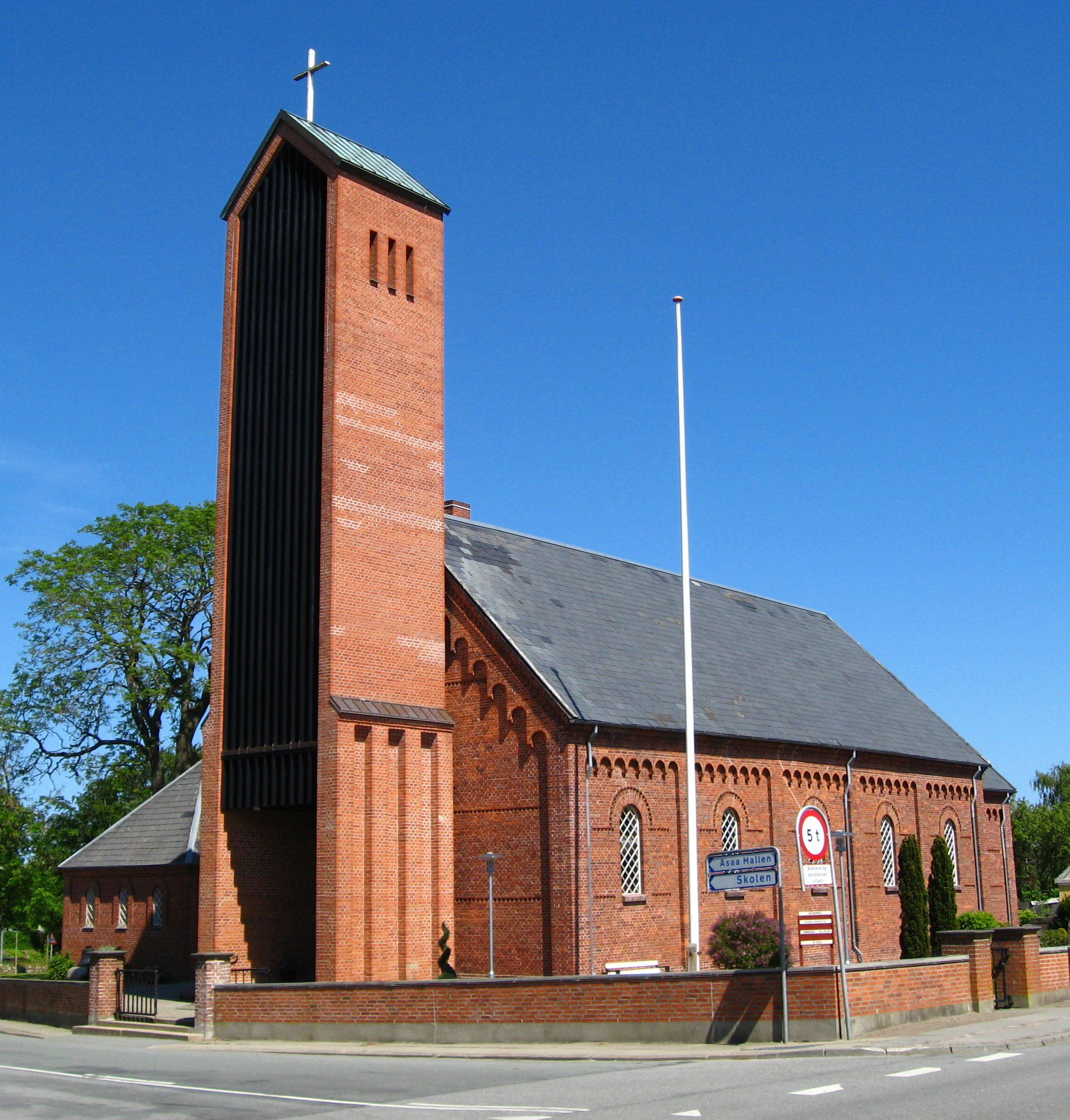
Asaa Kirke i Asaa i Brönderslev kommun från 1877

Johannes Frederik  (Frits) Christian Uldall, född 11 februari 1839 i Fredericia, död 21 februari 1921 i Randers, var en dansk arkitekt. 
Frits Uldall, som studerade vid akademien i Köpenhamn, har dels uppfört, dels restaurerat åtskilliga stadskyrkor i Jylland samt därjämte gjort omfattande och grundliga studier dels om Danmarks kyrkbyggnader, dels om medeltida kyrkklockor i Danmark. 
Genom sina skrifter rörande dessa har han väckt uppmärksamhet inte endast i sitt hemland, utan även i Nederländerna, från vilket land de flesta av den tidens klockgjutare härstammade. Sina studier i detta ämne samlade han 1906 i det monumentala verket Danmarks middelalderlige kirkeklokker. 
Till Nationalmuseet i Köpenhamn har Uldall skänkt sin högst värdefulla och omfattande samling uppmätningsritningar av danska kyrkor. Han har författat flera handböcker för arkitekter och byggmästare. Uldall var från 1907 korresponderande ledamot av Vitterhets-, historie- och antikvitetsakademien.